# Ted Morgan
Edward Morgan chiamato Ted (Londra, 5 aprile 1906 – Wellington, 22 novembre 1952) è stato un pugile neozelandese.

## Palmarès
Olimpiadi
- 1 medaglia:
  - 1 oro (pesi welter a Amsterdam 1928)